# Alessandro Magro
Alessandro Magro (Castelfiorentino, 14 ottobre 1982) è un allenatore di pallacanestro italiano.

## Carriera
Ha iniziato ad allenare in giovane età, approdando in Serie A come assistente a soli 22 anni. Dopo una breve esperienza alla Viola Reggio Calabria, nel 2006 passa alla Mens Sana Siena, con cui resta per otto anni, in cui è vice allenatore della prima squadra e coach delle giovanili. Il 7 luglio 2014 diventa il nuovo tecnico della Fulgor Omegna, da cui viene esonerato il marzo 2016. In seguito passa alla Leonessa Brescia, dove resta nello staff di Andrea Diana per tre stagioni. Nel luglio 2019 diventa il vice di Luca Banchi alla Lokomotiv Kuban', da cui si separa nel gennaio 2020, dopo l'esonero del tecnico toscano. Il 17 febbraio dello stesso anno, viene ingaggiato dal Dąbrowa Górnicza. Il 17 maggio 2021, durante una conferenza stampa della società lombarda, il patron bresciano Mauro Ferrari, lo annuncia come nuovo allenatore del Pallacanestro Brescia.
Ad aprile 2022 viene nominato allenatore dell'Italia under 20, con la quale partecipa all'Europeo U-20 in Montenegro classificandosi al nono posto.
Nel luglio 2025 viene ufficializzato come nuovo capo allenatore del Napoli Basket (2016), formazione iscritta alla Serie A italiana.

## Palmarès

### Club
- Coppa Italia: 1

Brescia: 2023

### Individuale
- Miglior allenatore della Serie A: 1

Pallacanestro Brescia: 2021-22